# John D. Clark
John Drury Clark (* 15. August 1907 in Fairbanks, Alaska; † 6. Juli 1988 in Denville, New Jersey) war ein US-amerikanischer Raketentreibstoffentwickler, Chemiker und Science-Fiction-Anhänger sowie Schriftsteller. Er war mitverantwortlich für die Neuentdeckung von Robert E. Howards Conan-Geschichten und beeinflusste die literarischen Karrieren von L. Sprague de Camp, Fletcher Pratt und anderen Autoren.

## Leben und Karriere
Clark studierte an der University of Alaska und erwarb den B.S. am California Institute of Technology in Pasadena, Kalifornien in den 1920ern. Er teilte sich dort ein Zimmer mit L. Sprague de Camp. Seinen M.S. erhielt er an der University of Wisconsin–Madison, den Ph.D. 1934 an der Stanford University. Er zog nach New York in den 1930ern und lebte 1943 in Philadelphia. 1943 heiratete er die Sopranistin Mildred Baldwin. 1962 heiratete er Inga Stephens Pratt Clark, die Witwe von Fletcher Pratt und widmete ihr sein Buch Ignition! (Zündung).
1933 veröffentlichte er eine neuartige Anordnung des Periodensystems der Elemente, welches 1949 als Illustration im Magazin Life veröffentlicht wurde. Clark arbeitete zunächst in der Forschungsabteilung von John Wyeth & Brother in Philadelphia. Von 1949 bis 1970 entwickelte Clark Flüssigtreibstoffe bei der Naval Air Rocket Test Station in Dover, New Jersey.
Sein Archiv ist an der Virginia Tech zu finden.

## Literarischer Einfluss
Clark war Anhänger der Science-Fiction und Fantasy der Pulp-Magazin Ära. Freunde und Bekannte von ihm schrieben Bücher und Zeitschriftenbeiträge, darunter P. Schuyler Miller, Fletcher Pratt sowie L. Ron Hubbard.
Clark schrieb 1938 mit Miller eine Beschreibung und Landkarte der Welt von Conan des Barbaren im Fanzine The Hyborian Age und wurde von da an auch zu einem Chronisten der Conanleserschaft. Als Arbeitsloser schrieb Clark  Mitte der 1930er zwei Science-Fictiongeschichten, die beide 1937 veröffentlicht worden. Er wurde dabei von L. Sprague de Camp unterstützt, der dadurch selbst motiviert wurde, seine eigene literarische Karriere zu beginnen. Clark führte Camp 1939 in den Wargamerzirkel Fletcher Pratts ein.
Den späteren Sektengründer und damaligen Heftchenschriftsteller L. Ron Hubbard brachte er 1941 auf die Idee, den humoristisch angelegten Fantasyroman The Case of the Friendly Corpse zu schreiben.
Clarks Heirat 1944 führte zur Gründung des Männerzirkels der Trap Door Spiders, an der unter anderem Isaac Asimov und Martin Gardner teilnahmen. Clark inspirierte 1952  mit einem Szenario für eine „versteinerte Welt“ mehrere Romane von Pratt, H. Beam Piper und Judith Merril.

## Bibliografie
Kurzgeschichten
- Minus Planet (in: Astounding Stories, April 1937)
- Space Blister (in: Astounding Stories, August 1937)

Sachliteratur
- A new periodic chart. In: Journal of Chemical Education. Band 10, 1933, S. 675.
- A modern periodic chart of chemical elements. In: Science. Band 111, 1950, S. 661–663.
- mit P. Schuyler Miller: A Probable Outline of Conan's Career. In: The Hyborian Age. 1938.
- mit P. Schuyler Miller: An Informal Biography of Conan the Cimmerian. In: The Coming of Conan. 1953.
- Ignition! An Informal History of Liquid Rocket Propellants. Rutgers University Press, 1972.